# Morvai Ferenc
Morvai Ferenc (Nagyréde, 1946. október 22. –) magyar vállalkozó, kazángyáros, feltaláló, „kazánirály”, Petőfi-kutató, politikus, 1994 és 1998 között országgyűlési képviselő (FKGP, független), a Megamorv Petőfi Bizottság vezetője, az 1989-es szibériai Petőfi-expedíció kezdeményezője és finanszírozója.

## Élete
Morvai Ferenc 1946-ban született Nagyrédén négygyermekes szegényparaszti családban, Morvai László földműves és Hegede Rozália fiaként. Általános iskolai tanulmányait szülőfalujában végezte, majd Esztergomban kezdte a középiskolát. 16 éves volt, mikor édesapja meghalt, ezért édesanyja mellett ő lett a családfenntartó. 1962 és 1964 között a gyöngyösi ipari szakmunkásképző intézet tanulója lett, itt víz- és fűtésszerelőként végzett, majd Gyöngyösön esti tagozaton végzett gépipari technikumot, és gépésztechnikusi képesítést szerzett.
1968-tól 1971-ig a Heves Megyei Állami Építőipari Vállalat, 1972 és 1974 között a gyöngyösi ingatlankezelő vállalat munkatársa lett, innen politikai okok miatt elbocsátották, ezután magánvállalkozóként kezdett dolgozni. 1977-ben biztonságtechnikusként végzett Gyöngyösön. Több tucat fűtési rendszerekkel és kazánokkal kapcsolatos szabadalom fűződik a nevéhez. 1989-ben megalapította a Megamorv Kft.-t, mely kétszáz főt alkalmazott.
1988-ban kezdett politizálni. 1989-ben finanszírozója és Furmann Imrével Miskolcon szervezője volt a Magyar Demokrata Fórumnak, de a pártba nem lépett be, és az 1990-es országgyűlési választások után szakított az MDF politikájával. Az 1990-es választáson függetlenként indult Bács-Kiskun megye 6. számú, Kiskőrös központú választókerületében, de nem szerzett mandátumot. A választás két fordulója között autója tisztázatlan körülmények között kiégett, ő maga életveszélyesen megsérült.
1993-ban megalapította az Állampolgárok Érdekképviseleti Szövetségét, mely az állampolgárok érdekeinek védelmét és a magyar érdeket szem előtt tartó, igazi rendszerváltásért fáradozó politikusok és állampolgárok közös fellépéseinek biztosítását tűzte ki célul. 1994 februárjában szervezője volt Torgyán József és Csurka István Budapest Sportcsarnokban tartott közös nagygyűlésének. Az 1994-es országgyűlési választáson a Független Kisgazdapárt országos listájának 10. helyéről szerzett mandátumot, az Országgyűlésben a gazdasági bizottság tagja lett. 1998 januárjában kilépett az FKGP frakciójából, és a ciklus végéig független képviselőként politizált tovább. Az 1998-as országgyűlési választáson nem jutott a parlamentbe.
Neve főleg a Petőfi-kutatások kapcsán vált ismertté. Kezdeményezésére 1989 nyarán a Megamorv Petőfi Bizottság szervezésében magyar expedíció indult Szibériába, hogy felkutassa a legendák szerint orosz fogságban meghalt Petőfi Sándor sírját. Az ásatás szakmai vezetője Kiszely István antropológus volt. 1989. július 16-án Morvai bejelentette, hogy az általa finanszírozott expedíció a burjátföldi Barguzin temetőjében megtalálta a költő földi maradványait, a csontvázat Kiszely és Varga Béla régész is Petőfi csontjaival azonosította.
Az 1990-ben lefolytatott akadémiai vizsgálat azonban Farkas Gyula antropológusprofesszor, Lengyel Imre orvosprofesszor, Valerij Pavlovics Alekszejev antropológusprofesszor, valamint Alekszandr Petrovics Gromov és Viktor Nyikolajevics Gromov igazságügyi orvosprofesszorok részvételével megállapította, hogy a csontváz egy nőé, a bizottság jelentését pedig a Magyar Tudományos Akadémia elnöksége 25/1990. számú határozatával el is fogadta és máig irányadó hivatalos álláspontnak tekintik. 1994-ben az Amerikai Fegyveres Erők Patológiai Intézete és a Pennsylvaniai Egyetem vizsgálata megerősítette az akadémiai bizottság eredményét.
A Megamorv Petőfi Bizottság nem fogadta el az MTA állásfoglalását, és azt javasolták, hogy nyissák fel Petőfi szüleinek a Fiumei úti temetőben lévő sírját, és a mintavételt követően hajtsanak végre egy DNS-vizsgálatot. Bár 2001-ben megkapták az engedélyt, Pintér Sándor belügyminiszter visszavonta azt, ezután az állítólagos Petőfi-csontokat külföldre vitték, mert attól tartottak, hogy a hatóságok lefoglalják és megsemmisítik őket. Egy 2015-ös, kínai szakértők által elvégzett, magyar kutatók szerint hiányosságokat tartalmazó vizsgálata Petőfi maradványaiként azonosította a csontokat.
Morvait közben több incidens érte, 2015-ben a Morvai Kazán Magyarország Kft. nagyrédei üzemét megrongálták, ablakait kővel dobták be. Mindezek ellenére a Megamorv-Petőfi Bizottság Egyesület 2015. július 17-én a budapesti Fiumei úti sírkertben, egy 25 évre feltöltött akkumulátorú lopásjelzővel felszerelt 4,5 tonnás szarkofágban eltemette a Barguzinból hazahozott csontokat.
Morvai Ferenc felesége 1991-től Búzás Mónika volt, három gyermekük született.